# Ténindougou
Ténindougou is een gemeente (commune) in de regio Koulikoro in Mali. De gemeente telt 14.600 inwoners (2009).